# Idris peregrinus
Idris peregrinus är en stekelart som först beskrevs av Perkins 1910.  Idris peregrinus ingår i släktet Idris och familjen Scelionidae. Inga underarter finns listade i Catalogue of Life.